# Piglio
Piglio és un comune (municipi) de la província de Frosinone, a la regió italiana del Laci, situat a la vall del riu Liri, a uns 50 km a l'est de Roma i a uns 30 km al nord-oest de Frosinone, amb una panoràmica sobre les valls dels rius Sacco i Aniene.
Piglio limita amb els municipis d'Acuto, Arcinazzo Romano, Fiuggi, Serrone, Trevi nel Lazio, Anagni i Paliano.
A 1 de gener de 2019 tenia 4.581 habitants.

## Història
S'ha identificat amb l'antic Capitulum romà, una ciutat dels hèrnics. La seva àrea era la seu de diverses poblacions patrícies romanes.
El 1088 s'esmenta com Castrum Pileum; segons una llegenda, el nom derivaria del llatí pileum, el casc del general romà Quint Fabi Màxim Berrugós. En aquest període, va dependre del bisbe d'Anagni i, a partir del final del segle xii, fou primer un feu dels De Pileo i després de les famílies De Antiochia. El 1347 va ser capturat per Cola di Rienzo i, a partir del final del segle xiv, va quedar sota la família Colonna, que la va mantenir fins al 1816. El 1656 la ciutat va ser delmada per la pesta.
Piglio va passar a formar part del recent format Regne d'Itàlia el 1870. Durant la Segona Guerra Mundial, va ser bombardejat per avions aliats, que van destruir al voltant del 30 per cent dels edificis.

## Llocs d'interès
- El castell de Colonna, que probablement data de principis del segle xi. La part inferior, més ben conservada, és del segle xiv.
- Església de Santa Maria Maggiore (s. XIII), destruïda el 1944 i restaurada després en estil barroc.
- Església de San Rocco, amb un fresc del segle xv de "Madonna, San Lorenzo, Sant'Antonio Abate e altri santi".
- Església de San Lorenzo, reconstruïda el 1773 i novament el 1954.